# Александар Стојковић (глумац, 1915)
Александар Стојковић (Младеновац, 22. септембар 1915 — Београд, 28. новембар 1972) био је позоришни, филмски и телевизијски глумац.

## Биографија
Рођен је у Младеновцу 22. септембра 1915. год. Био је супруг глумице Рахеле Ферари. После гимназије завршио је Глумачку школу при Народном позоришту у Београду, наступајући повремено на његовој сцени од 1936. до 1939. Затим је био члан НПДб у Новом Саду (од 1. VIII 1939. до 31. VII 1940), Уметничког позоришта у Београду (1940-1942), те Народног позоришта у Београду (1942-1944); од јануара 1945. поново је у Новом Саду – у СНП, одакле са супругом глумицом Рахелом Ферари 1947. одлази у новоосновано Југословенско драмско позориште у Београду. Од 1950. је наступао у београдском Хумористичком позоришту (Београдској комедији), да би се под крај каријере, као слободан уметник (међу првима у Србији), посветио филму (Општинско дете, Сан, Први грађанин мале вароши, Срећа у торби, Човек из храстове шуме, Мртвацима улаз забрањен, Глинени голуб). Један је од оснивача Удружења филмских уметника Србије. Остварио је и знатан број улога на београдској телевизији на самим њеним почецима (играо је у свим серијама Радивоја-Лоле Ђукића). 
Врстан карактерни глумац, живописан и уверљив, особито у комадима са нашег поднебља, креирао је многе ликове и типове у делима Стерије, Нушића, Ј. Веселиновића, М. Глишића, као и у комедијама новијих домаћих и страних драматичара.

## Филмографија
|                   | 1940 ▼ | 1950 ▼ | 1960 ▼ | 1970 ▼ | Укупно |
| ----------------- | ------ | ------ | ------ | ------ | ------ |
| Дугометражни филм | 3      | 16     | 28     | 2      | 49     |
| ТВ филм           | 0      | 3      | 5      | 1      | 9      |
| ТВ серија         | 0      | 0      | 11     | 2      | 13     |
| ТВ мини серија    | 0      | 0      | 0      | 1      | 1      |
| Кратки филм       | 0      | 2      | 0      | 0      | 2      |
| Укупно            | 3      | 21     | 44     | 6      | 74     |

| Год.       | Назив                                | Улога                               |
| ---------- | ------------------------------------ | ----------------------------------- |
| 1940.-те ▲ |                                      |                                     |
| 1947.      | Живјеће овај народ                   | Крљо                                |
| 1949.      | Прича о фабрици                      | Секулић, диверзант у фабрици        |
| 1949.      | Мајка Катина                         |                                     |
| 1950.-те ▲ |                                      |                                     |
| 1950.      | Језеро                               | Антун, радник на крану              |
| 1950.      | Чудотворни мач                       | Пијани јунак                        |
| 1950.      | Говори Москва                        |                                     |
| 1951.      | Мајор Баук                           | Трифун                              |
| 1951.      | Последњи дан                         | Машиниста                           |
| 1951.      | Дечак Мита                           | Митин отац                          |
| 1951.      | На граници                           |                                     |
| 1952.      | Сви на море                          | Гост у хотелу                       |
| 1953.      | Општинско дете                       | Свештеник                           |
| 1953.      | Циганка                              | Коста                               |
| 1954.      | Стојан Мутикаша                      | Ћосо                                |
| 1955.      | Ханка                                | Мујкан ћумурџија                    |
| 1956.      | Путници са Сплендида                 | Капетан Лујо                        |
| 1957.      | Суботом увече                        | Таксиста                            |
| 1958.      | Четири километра на сат              | Послужитељ Салета                   |
| 1958.      | Цеста дуга годину дана               | Сеоски трговац                      |
| 1958.      | Ноктурно                             |                                     |
| 1959.      |                                      |                                     |
| 1959.      | Три Ане                              | Возач трамваја                      |
| 1959.      | Љубавно писмо                        |                                     |
| 1959.      | Човек судбине                        |                                     |
| 1959.      | Сервисна станица (серија)            | Баџа                                |
| 1960.-те ▲ |                                      |                                     |
| 1960.      | Љубав и мода                         | Шофер                               |
| 1960.      | Тројица                              |                                     |
| 1961.      | Серафимов клуб (серија)              |                                     |
| 1961.      | Нема малих богова                    | Шофер                               |
| 1961.      | Не убиј                              | Капетанов посилни                   |
| 1961.      | Доктор главом и брадом               |                                     |
| 1961.      | Срећа у торби                        | Баџа                                |
| 1961.      | Први грађанин мале вароши            | Филмски сниматељ                    |
| 1961.      | На тајном каналу (серија)            | Аца                                 |
| 1961.      | Мица и Микица                        | Тренце                              |
| 1962.      | Шеки снима, пази се                  | Жика                                |
| 1962.      | Саша                                 | Сељак са колима                     |
| 1962-1963. | Музеј воштаних фигура                |                                     |
| 1963.      | Детелина са три листа                |                                     |
| 1963.      | Човек и звер                         | Владек                              |
| 1964.      | Огледало грађанина Покорног (серија) | Један од предака                    |
| 1964.      | Човек из храстове шуме               | Војвода                             |
| 1964.      | Лито виловито                        | Турист из Србије                    |
| 1964.      |                                      | Смит                                |
| 1964.      | На место, грађанине Покорни!         | Ставра „Жабар“                      |
| 1965.      | Човик од свита                       | Гастарбајтер - Србин                |
| 1965.      |                                      |                                     |
| 1965.      | Лицем у наличје                      | Пијанац                             |
| 1965.      | Мртвима улаз забрањен                |                                     |
| 1965.      | Инспектор                            | Кочијаш                             |
| 1966.      |                                      |                                     |
| 1966.      | Сан                                  | Берберин                            |
| 1966.      | Лола Ђукић и Новак Новак             |                                     |
| 1966.      | Глинени голуб                        | Агент                               |
| 1966.      | Сервисна станица                     | Баџа                                |
| 1966.      |                                      | Немац Џо                            |
| 1966.      | Војник                               | Марко                               |
| 1966.      | Сретни умиру двапут                  | Капетан Станоје (као Аца Стојковић) |
| 1967.      | Круг двојком                         |                                     |
| 1967.      | Дим                                  | Рибар                               |
| 1967.      | Златна праћка                        |                                     |
| 1967.      | Дежурна улица (серија)               |                                     |
| 1968.      | Спавајте мирно                       |                                     |
| 1968.      |                                      |                                     |
| 1968.      |                                      | Едуард                              |
| 1969.      | Шпијунка без имена                   | Хемичар                             |
| 1969.      | Велики дан                           | Сустанар                            |
| 1969.      | Музиканти                            | Старојко                            |
| 1970.-те ▲ |                                      |                                     |
| 1970.      |                                      |                                     |
| 1971.      | С ванглом у свет (серија)            | Живадин Перишић                     |
| 1971.      | Цео живот за годину дана (серија)    | Мајстор Лаза                        |
| 1971.      | Овчар                                | Љутити сељак                        |
| 1972.      |                                      |                                     |
| 1973.      | Лептирица                            | Пурко                               |